# Domínio de design operacional
Domínio de design operacional (do inglês: operational design domain, ODD) refere-se às condições operacionais específicas sob as quais um sistema de condução automatizada foi projetado para funcionar de forma segura. Em outras palavras, o ODD descreve "onde", "quando" e "como" um veículo automatizado pode realizar a Tarefa de Condução Dinâmica (DDT) sem a necessidade de intervenção humana.
As condições que definem um ODD incluem, mas não se limitam a:
- Características geográficas: operação restrita a rodovias, áreas urbanas ou zonas mapeadas.
- Condições ambientais: dia ou noite, e condições climáticas como chuva, neve ou neblina.
- Limites de velocidade e estado do tráfego.
- Infraestrutura da via: necessidade de faixas bem sinalizadas ou ausência de obras.[3]

Um sistema de Nível 3, por exemplo, pode ter um ODD restrito a rodovias durante o dia e com bom tempo. Se o veículo se aproxima de uma saída da rodovia ou se uma chuva forte começa, ele sai do seu ODD e deve alertar o motorista para que assuma o controle. Por definição, um sistema de Nível 5 teria um ODD virtualmente ilimitado.